# Католичка црква у Бајши
Римокатоличка црква у Бајши, месту у општини Бачка Топола, подигнута је у периоду од 1760. и 1770. године и представља заштићено непокретно културно добро у категорији споменика културе од великог значаја. Село Бајша било је у 18. веку у поседу племићких породица Зако и Војнић.

## Опис
Римокатоличка црква Узнесења Богородице са познобарокним стилом је обликована као једнобродна грађевина са споља петостраном а изнутра полукружном апсидом и санктуаријем који је ужи од главног брода, а бочно је сакристија. Уз подужне зидове наоса изведена су по два наглашена пиластра који су међусобно повезани полукружним луцима док их попречно спајају сферни сводови којима се ствара илузија слепих калота. Оваквим градитељским системом наглашених пиластара, лукова и сферних сводова добијен је разуђен унутрашњи простор, подужно подељен на травеје.
У западном делу цркве је звоник са широким, лучно завршеним прозорима. На прочељу је изведен ризалит фланкиран пиластрима. Изнад главног улаза у храм је постављен пластично обликовани грб. Бочне фасаде храма изграђене су скромно и без пластичног украса. У римокатоличкој цркви у Бајши чува се више значајних уметничких дела. Из 18. века потичу у дрвету изведени кипови Богородице са Христом и Распеће. На главном олтару је слика Вазнесења Богородице, дело Јожефа Смита из 1816. године, док су у 19. веку у класицистичком стилу израђене проповедаоница и крстионица.